# Reunion Island Challenger 1996
Il Reunion Island Challenger 1996 è stato un torneo di tennis facente parte della categoria ATP Challenger Series nell'ambito dell'ATP Challenger Series 1996. Il torneo si è giocato a Riunione in Francia dall'11 al 17 novembre 1996 su campi in cemento.

## Vincitori

### Singolare
Patrik Fredriksson ha battuto in finale  Thierry Champion con il punteggio di 5–7, 6–0, 6–3

### Doppio
Hendrik Jan Davids /  Fabrice Santoro hanno battuto in finale  Donald Johnson /  Leander Paes con il punteggio di 6–3, 7–6